# Cladotanytarsus
Cladotanytarsus är ett släkte av tvåvingar som beskrevs av Jean-Jacques Kieffer 1921. Cladotanytarsus ingår i familjen fjädermyggor.

## Dottertaxa tillCladotanytarsus, i alfabetisk ordning[1][2]
- Cladotanytarsus acinatus
- Cladotanytarsus acornutus
- Cladotanytarsus acuticauda
- Cladotanytarsus aduncus
- Cladotanytarsus aegyptius
- Cladotanytarsus aeiparthenus
- Cladotanytarsus amandus
- Cladotanytarsus atridorsum
- Cladotanytarsus australomancus
- Cladotanytarsus bicornuta
- Cladotanytarsus bilinearis
- Cladotanytarsus bisetus
- Cladotanytarsus bukavus
- Cladotanytarsus capensis
- Cladotanytarsus congolensis
- Cladotanytarsus conversus
- Cladotanytarsus crebrus
- Cladotanytarsus crusculus
- Cladotanytarsus cyrylae
- Cladotanytarsus daviesi
- Cladotanytarsus difficilis
- Cladotanytarsus digitalis
- Cladotanytarsus dilatus
- Cladotanytarsus dispersopilosus
- Cladotanytarsus ecristatus
- Cladotanytarsus elaensis
- Cladotanytarsus flexus
- Cladotanytarsus frontalis
- Cladotanytarsus fulvofasciatus
- Cladotanytarsus furcatus
- Cladotanytarsus fusiformis
- Cladotanytarsus fustistylus
- Cladotanytarsus gedanicus
- Cladotanytarsus gloveri
- Cladotanytarsus gurgitis
- Cladotanytarsus irsacus
- Cladotanytarsus iucundus
- Cladotanytarsus lepidocalcar
- Cladotanytarsus lewisi
- Cladotanytarsus linearis
- Cladotanytarsus mancus
- Cladotanytarsus marki
- Cladotanytarsus matthei
- Cladotanytarsus molestus
- Cladotanytarsus multispinulus
- Cladotanytarsus muricatus
- Cladotanytarsus nigrovittatus
- Cladotanytarsus omanensis
- Cladotanytarsus ovatus
- Cladotanytarsus pallidus
- Cladotanytarsus palmatus
- Cladotanytarsus paratridorsum
- Cladotanytarsus parvus
- Cladotanytarsus pinnaticornis
- Cladotanytarsus pseudomancus
- Cladotanytarsus reductus
- Cladotanytarsus sagittifer
- Cladotanytarsus sexdentatus
- Cladotanytarsus simantolemeus
- Cladotanytarsus simantomeneus
- Cladotanytarsus sinjongensis
- Cladotanytarsus tasmanicus
- Cladotanytarsus teres
- Cladotanytarsus tobaquardecimus
- Cladotanytarsus tobaquindecimus
- Cladotanytarsus tobasexdecimus
- Cladotanytarsus tribelus
- Cladotanytarsus tusimajekeus
- Cladotanytarsus unilinearis
- Cladotanytarsus utonaiquartus
- Cladotanytarsus vanderwulpi
- Cladotanytarsus verbosus
- Cladotanytarsus wexionensis
- Cladotanytarsus viridiventris
- Cladotanytarsus yukuefeus
- Cladotanytarsus yunnanensis